# Benzidin

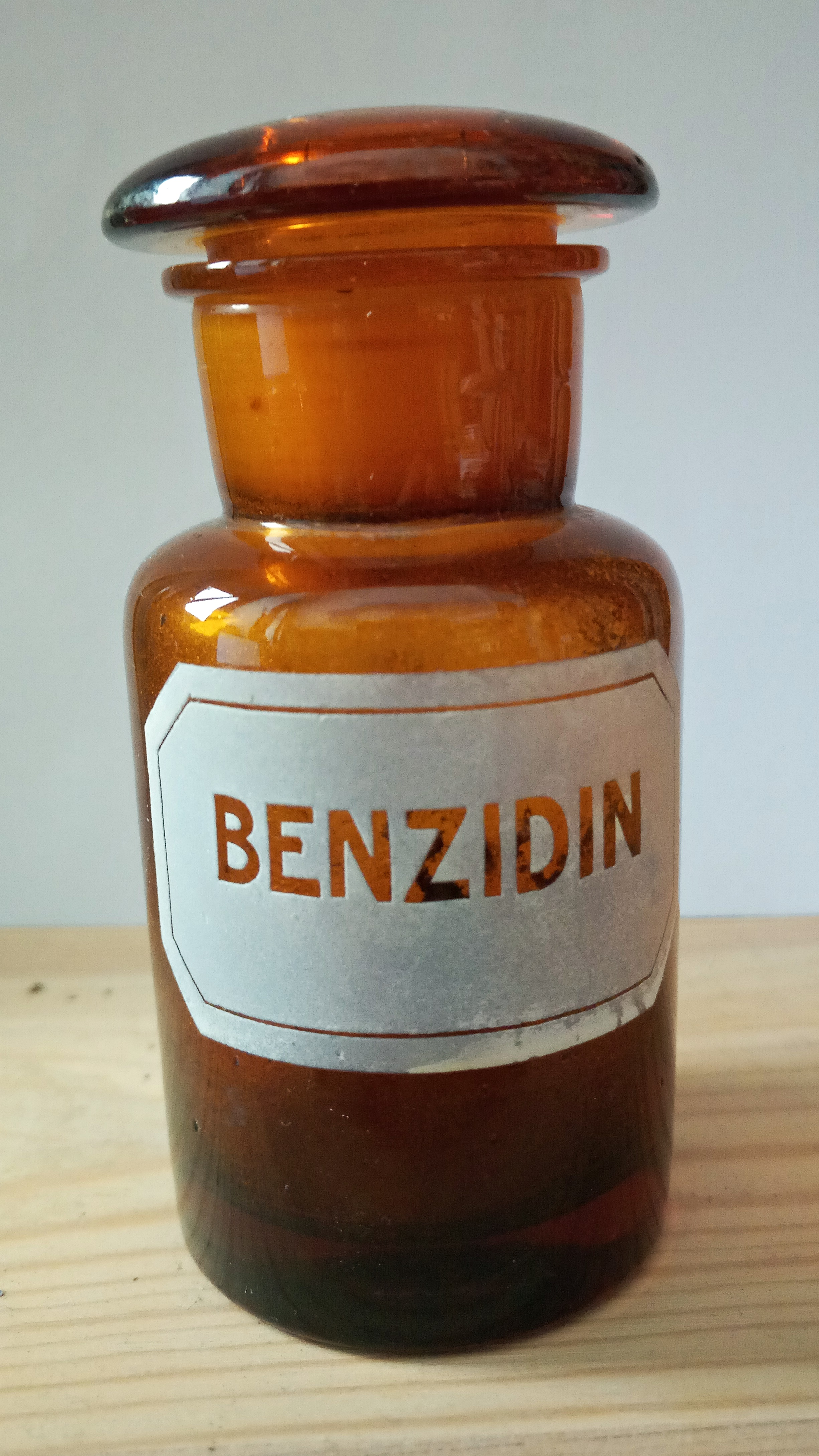
Benzidin-Flasche, um 1910

Benzidin ist ein Derivat des Biphenyls. Es ist ein für den Menschen sicher krebserzeugender Stoff. Nach Kontakt mit diesem Stoff entwickeln sich nach einer oft mehrjährigen Latenzzeit Blasentumore. Benzidin kann leicht durch die Haut, aber auch durch Einatmen von Dampf oder Staub aufgenommen werden. Benzidin wirkt blutschädigend und schwächend auf das Knochenmark. Nach langjähriger Exposition kann es zu Methämoglobinbildung und Anämie kommen. Gehäuft treten Blasen- und Urothelkarzinome auf.

## Darstellung
Benzidin kann aus Hydrazobenzol durch die Benzidin-Umlagerung hergestellt werden.
Als Nebenprodukt entsteht dabei neben weiteren Isomeren das o-Benzidin.

## Verwendung

### Benzidin-Probe
Früher wurde die sogenannte Benzidin-Probe (um 1900 entwickelt von O. und R. Alder) zum Nachweis von Blut, beispielsweise im Stuhl, in der Medizin angewendet. Dabei kommt es zusammen mit Wasserstoffperoxid zu einer Oxidation und einer Blaufärbung durch Benzidinblau. Auch in der Gerichtsmedizin war diese Untersuchung üblich. Inzwischen wird Blut über ungefährlichere und spezifische Verfahren, beispielsweise den modifizierten Guajacol-Test nach Greegor (Haemoccult) nachgewiesen.

### Benzidinfarbstoffe
Benzidin und vom Benzidin abgeleitete Verbindungen, wie 3,3′-Dimethylbenzidin, 3,3′-Dimethoxybenzidin oder 3,3′-Dichlorbenzidin, finden als Diazo-Komponenten bei der Herstellung von Azofarbstoffen Verwendung. In der Vergangenheit spielten diese Farbstoffe eine wichtige Rolle als Direktfarbstoffe zum Färben von Baumwolle. Da unter reduktiven Bedingungen aus diesen Farbstoffen wieder Benzidin freigesetzt werden kann, gehören sie, wie Benzidin selbst, zu den verbotenen Stoffen nach der Bedarfsgegenständeverordnung (BedGgstV) und dürfen nicht für Textil- und Ledererzeugnisse verwendet werden, die längere Zeit mit der menschlichen Haut oder der Mundhöhle direkt in Berührung kommen können (zum Beispiel Kleidung, Bettwäsche, Handtücher, Schuhe, Handschuhe, für den Endverbraucher bestimmte Garne und Gewebe).

## Toxikologie
Das karzinogene Potential von Benzidin ist experimentell nachgewiesen worden. Bei Versuchstieren induziert es (wie viele aromatische Amine) vor allem Blasenkrebs. Benzidin wird im Körper vorwiegend am Stickstoff acetyliert und/oder hydroxyliert. Auch möglich ist eine direkte Bildung zweier Imingruppen. Alle metabolischen Endprodukte sind ultimate Kanzerogene und bilden überwiegend mit Guanin DNA-Addukte.